# Steinbruch Ilse
Koordinaten: 51° 41′ 36″ N, 8° 43′ 33″ O

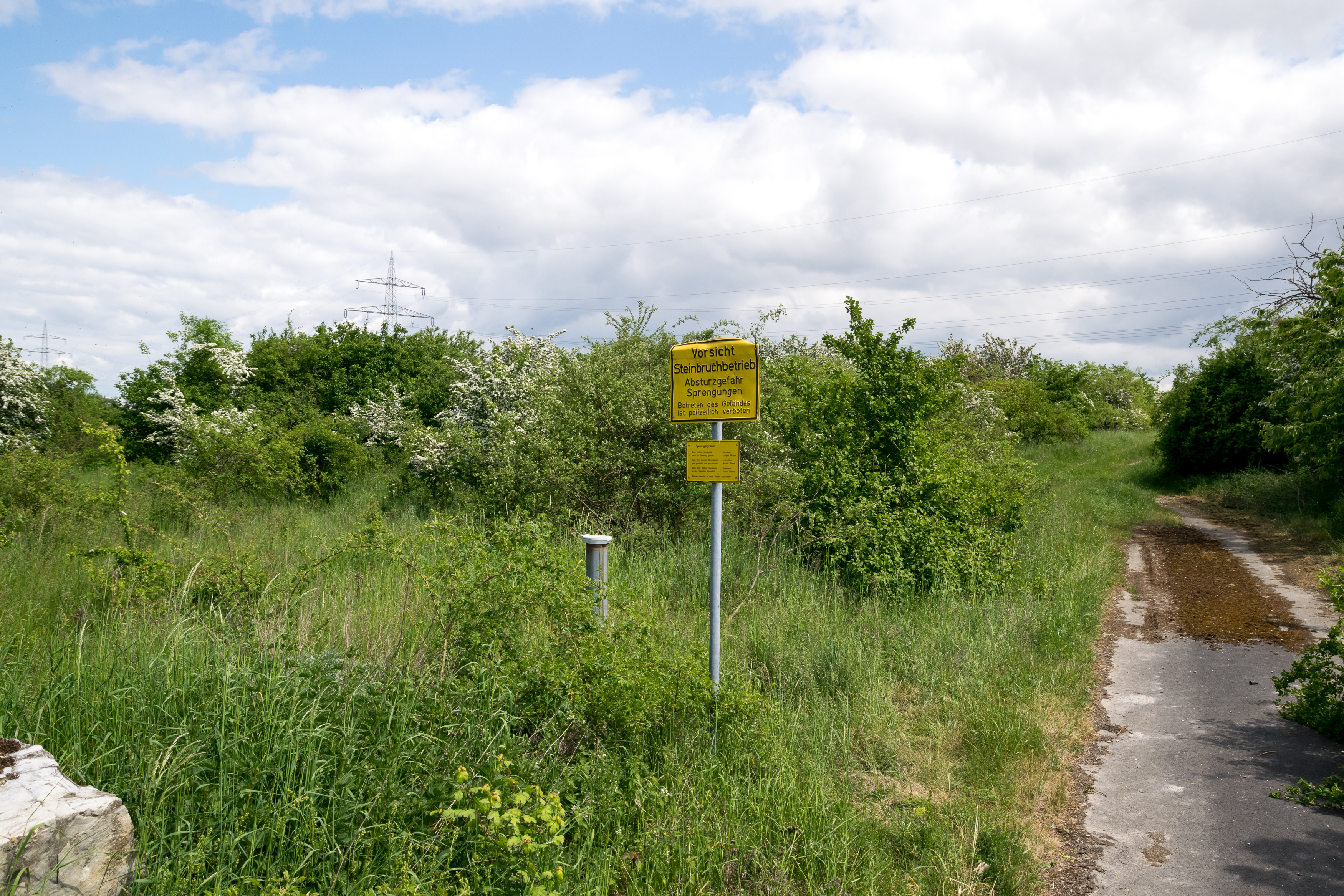
Naturschutzgebiet Steinbruch Ilse (Mai 2016)

Das Naturschutzgebiet Steinbruch Ilse liegt auf dem Gebiet der Stadt Paderborn in Nordrhein-Westfalen. Das Gebiet erstreckt sich südwestlich der Kernstadt Paderborn und östlich des Weilers Barkhausen in Wewer, einem südwestlichen Stadtteil von Paderborn. Nördlich verläuft die B 64 und südlich die Landesstraße 755. Westlich verläuft die A 33 und fließt die Alme, ein linker Zufluss der Lippe.

## Bedeutung
Das etwa 79 Hektar große Gebiet wurde im Jahr 1999 unter der Schlüsselnummer PB-053 unter Naturschutz gestellt. Schutzziel ist unter anderem die Erhaltung und Entwicklung eines vielfältigen Sekundärbiotopkomplexes aus Pionierfluren, Halbtrockenrasen, trockenen Glatthaferwiesenbrachen, Hecken, Feldgehölzen sowie Blockschutthalden, Felswänden und periodischen Stillgewässern.